# Samuel Tefera
Samuel Tefera (ur. 23 października 1999) – etiopski lekkoatleta, specjalizujący się w biegach średniodystansowych.
W 2017 roku wystartował na mistrzostwach świata, na których zajął 31. miejsce w biegu na 1500 metrów z czasem 3:46,22. 27 stycznia 2018 ustanowił wynikiem 3:36,05 halowy rekord świata do lat 20 na tym dystansie. 4 marca 2018 został halowym mistrzem świata z czasem 3:58,19. W lutym 2019 roku czasem 3:31,04 ustanowił halowy rekord świata na 1500 metrów podczas mityngu z cyklu IAAF World Indoor Tour w Birmingham.

## Osiągnięcia
| Rok  | Impreza                     | Miejsce    | Konkurencja         | Lokata     | Wynik   |
| ---- | --------------------------- | ---------- | ------------------- | ---------- | ------- |
| 2017 | Mistrzostwa świata          | Londyn     | bieg na 1500 metrów | eliminacje | 3:46,22 |
| 2018 | Halowe mistrzostwa świata   | Birmingham | bieg na 1500 metrów | 1. miejsce | 3:58,19 |
| 2018 | Mistrzostwa świata juniorów | Tampere    | bieg na 1500 metrów | 5. miejsce | 3:43,91 |
| 2019 | Mistrzostwa świata          | Doha       | bieg na 1500 metrów | półfinał   | DNF     |
| 2021 | Igrzyska olimpijskie        | Tokio      | bieg na 1500 metrów | eliminacje | 3:37,78 |
| 2022 | Halowe mistrzostwa świata   | Belgrad    | bieg na 1500 metrów | 1. miejsce | 3:32,77 |
| 2022 | Mistrzostwa świata          | Eugene     | bieg na 1500 metrów | półfinał   | 3:37,71 |

## Rekordy życiowe
- 1500 m – 3:30,71 (Monako, 9 lipca 2021)
- 1500 m (hala) – 3:31,04 (Birmingham, 16 lutego 2019) do 17 lutego 2022 rekord świata, 2. wynik w historii światowej lekkoatletyki
- mila – 3:49,45 (Londyn, 21 lipca 2019)